# Marușivka, Novohrad-Volînskîi
Marușivka (în ucraineană Марушівка) este un sat în comuna Bronîkî din raionul Novohrad-Volînskîi, regiunea Jîtomîr, Ucraina.

## Demografie
Componența lingvistică a localității Marușivka
     Ucraineană (94,81%)
     Rusă (4,33%)
     Alte limbi (0,86%)
Conform recensământului din 2001, majoritatea populației localității Marușivka era vorbitoare de ucraineană (94,81%), existând în minoritate și vorbitori de rusă (4,33%).